# Інкорпорація (мовознавство)
Інкорпорація (від лат. in «всередині» і лат. corpus «тіло», «єдине утворення») — поєднання слів-коренів, сукупність яких оформляється службовими елементами, синтаксичну побудову в одному злитому вигляді, яка зовнішньо подібна до слова з одним закінченим змістом. Переважно притаманна чукотським та тюркським мовам. Інкорпорація нагадує словоскладання.
Так, наприклад, чукотське Тымынгынторкын «я виймаю руки» складається з коренів ты «я», мынгы «руки», нто «вихід», які оформлені в один комплекс (слово-речення) закінченням -ркын. Тут закінчене висловлювання є цільною побудовою, що являє собою злиття декількох слів-коренів.